# Eupithecia strigatissima
Eupithecia strigatissima är en fjärilsart som beskrevs av Turati 1927. Eupithecia strigatissima ingår i släktet Eupithecia och familjen mätare. Inga underarter finns listade i Catalogue of Life.